# 歐陽倫
歐陽倫（？—1397年7月23日），明太祖朱元璋的女婿。

## 生平
洪武十四年十二月初八日（1381年12月23日）娶安慶公主，官駙馬都尉。洪武三十年（1397年）曾奉使至四川、陝西，數次遣手下走私茶葉出境，從中謀取暴利，陝西布政司官員不敢過問。家奴周保更是蠻橫，動輒讓有司徵用民車高達數十輛。毆打蘭縣河橋司巡檢稅吏，吏不堪其辱，向朝廷報告。朱元璋大怒，洪武三十年六月二十九日（1397年7月23日）將歐陽倫賜死。周保等人一併伏誅。

## 文內注釋
1. ↑  《明太祖實錄》卷之一百三十四：十四年...十二月...戊午，以歐陽倫為駙馬都尉，尚第四皇女安慶公主。
2. ↑  《明通鑑》：初，詔西番互市，始設茶馬司於陝西、四川等處，令番人納馬易茶，並嚴禁私茶出境。時倫奉使至川、陝，輒載巴茶出境貿易，所在不勝其擾。陝西布政司檄所屬起車載茶渡河，家人周保索車至五十兩，蘭縣河橋司巡檢被捶不堪，訴於朝。上大怒，遂坐法，並保等誅之，茶貨沒入官。以河橋吏能不避權贵，賜軟褒嘉。
3. ↑  .   [2014-01-04]. （原始内容存档于2016-09-27）.
4. ↑  《明史》卷一百二十一 列傳第九 公主：安慶公主，寧國主母妹。洪武十四年下嫁歐陽倫。倫頗不法。洪武末，茶禁方嚴，數遣私人販茶出境，所至繹騷，雖大吏不敢問。有家奴周保者尤橫，輒呼有司科民車至數十輛。過河橋巡檢司，擅捶辱司吏。吏不堪，以聞。帝大怒，賜倫死，保等皆伏誅。
5. ↑  《明史》卷三 本紀第三 太祖三：...三十年...六月...己酉，駙馬都尉歐陽倫有罪賜死。